# Kathryn Hahn
Kathryn Hahn (n. 23 iulie 1973, Westchester, Illinois) este o actriță americană.

## Date biografice
Hahn a copilărit în Cleveland, Ohio, promovează dramaturgia la Northwestern University. Ulterior studiază la Yale University. La început joacă câteva roluri mici în piese de teatru. Debutul în domeniul cinematografiei îl are în anul 1999 în comedia "Flushed". Din 2001 joacă în serialul american "Crossing Jordan" rolul lui Lily Lebowski.

## Filmografie
| An   | Titlu                                 | Rol              | Note           |
| ---- | ------------------------------------- | ---------------- | -------------- |
| 1999 | Flushed                               | Women            |                |
| 2003 | How to Lose a Guy in 10 Days          | Michelle Rueben  |                |
| 2004 | Win a Date with Tad Hamilton!         | Angelica         |                |
| 2004 | Anchorman: The Legend of Ron Burgundy | Helen            |                |
| 2004 | Around the Bend                       | Sarah            |                |
| 2004 | Wake Up, Ron Burgundy: The Lost Movie | Helen            |                |
| 2005 | A Lot Like Love                       | Michelle         |                |
| 2006 | The Holiday                           | Bristol          |                |
| 2007 | The Last Mimzy                        | Naomi Schwartz   |                |
| 2008 | Step Brothers                         | Alice Huff       |                |
| 2008 | Revolutionary Road                    | Milly Campbell   |                |
| 2009 | The Goods: Live Hard, Sell Hard       | Babs Merrick     |                |
| 2010 | How Do You Know                       | Annie            |                |
| 2011 | Our Idiot Brother                     | Janet            |                |
| 2012 | Wanderlust                            | Karen            |                |
| 2012 | The Dictator                          | Pregnant woman   |                |
| 2013 | Afternoon Delight                     | Rachel           |                |
| 2013 | We're the Millers                     | Edie Fitzgerald  |                |
| 2013 | Bad Words                             | Jenny Widgeon    |                |
| 2013 | Dark Around the Stars                 | Judith           |                |
| 2013 | The Secret Life of Walter Mitty       | Odessa Mitty     |                |
| 2014 | She's Funny That Way                  | Delta Simmons    |                |
| 2014 | This Is Where I Leave You             | Annie Altman     |                |
| 2015 | The D Train                           | Stacey           |                |
| 2015 | Tomorrowland                          | Ursula Gernsback |                |
| 2015 | Len and Company                       | Isabelle         |                |
| 2015 | The Visit                             | Loretta Jamison  |                |
| 2015 | The Family Fang                       | Camille Fang     |                |
| 2016 | Captain Fantastic                     | Harper           |                |
| 2016 | The Do-Over                           | Becca            |                |
| 2016 | Bad Moms                              | Carla            |                |
| 2017 | Flower                                | Laurie           | Post-producție |
| 2017 | Bad Mom's Christmas                   | Carla            | Pre-producție  |